# Верпа (село)
Верпа (укр. Верпа) — село в Овручском районе Житомирской области Украины. Основано в 1685 году.
Код КОАТУУ — 1824284702. Население по переписи составляет 201 человек. Почтовый индекс — 11130. Телефонный код — 4148. Занимает площадь 1,073 км².
Наиболее распространенные фамилии — Верповские, Стоцкие. В селе есть магазин, библиотека, клуб.
Есть небольшое озерцо. 

## Адрес местного совета
11130, Житомирская область, Овручский р-н, с. Можары